# Мейхане

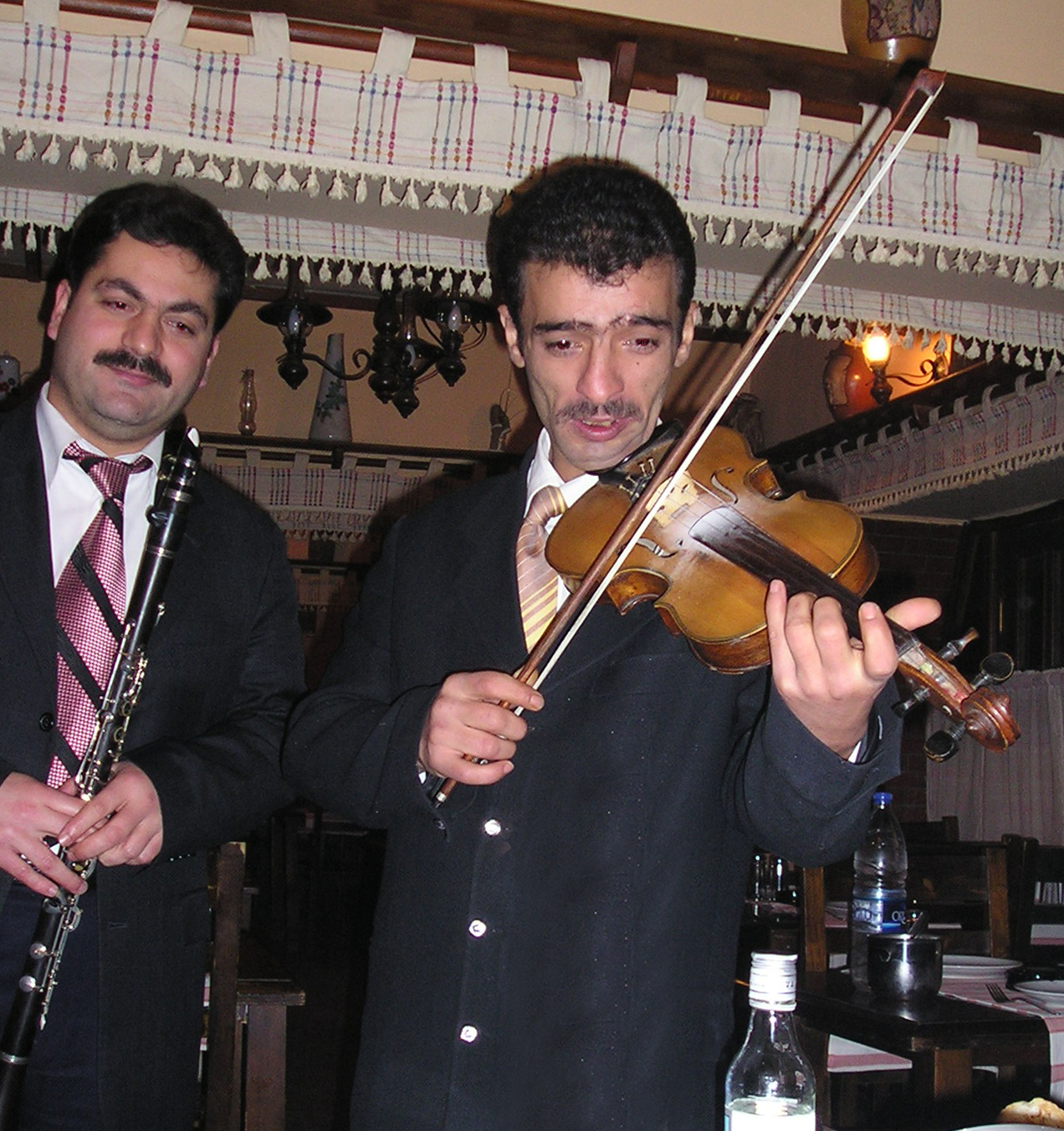
Музиканти в мейхане (Анкара)

Мейхане (тур. meyhâne, «наливайка») — традиційний заклад для дозвіллєвого винопиття в Туреччині.

## Османська імперія
Мейхане історично поділялися на кілька класів:
- мейхане з патентом, «султанські», мали державний дозвіл на продаж спиртного, назви і вивіски;
- «затишні» мейхане без патенту, розташовані всередині невеликих магазинчиків, які продавали спиртне «для своїх». Особливо тут виділялися мейхане для рибалок з рибною кухнею і мейхане «для благородних», де чиновники могли пиячити, не демонструючи цього оточенню;
- для простолюдинів існували «мейхане з ногами»: торговці з пересувними прилавками або навіть просто з обмотаним навколо торсу «шлангом» з кишок, наповненим спиртним.

У двоповерхових мейхане другий поверх часто використовувався під окремі кабінети .
Культуру пиття вина турки успадкували від Візантії: навіть через 100 років після падіння Константинополя населення Галати, де й розташовувалися мейхане, було переважно мусульманським. Термін «мейхане» увійшов у вжиток на рубежі XV і XVI століть, серйозних обмежень на споживання алкоголю не вводилося до Селіма II, який спочатку заборонив алкоголь, потім, 1573 року, заборонив відкривати мейхане в мусульманських кварталах. Суперечливу політику продовжив Мурад III, який 1576 року дозволив мейхане в немусульманських кварталах, а 1583 році спробував повністю заборонити алкоголь. Різні заборони вводили також Ахмед I, Мурад IV, Селім III.
До причин неуспіху заборон відносять як потребу в податкових надходженнях до скарбниці, так і неможливість контролювати нелегальне виробництво і продаж спиртного. Розквіт мейхане припав на «добу тюльпанів» (перша третина XVIII століття). Через століття, під час реформ Танзимату, умови торгівлі спиртним спростилися, але до середини XIX століття під тиском торговців пуншем і пивниць, традиційні мейхане стали зникати. 1921 року додатковий удар нанесли російські біженці, які принесли з собою іншу організацію громадського харчування та пиття горілки.

## Сучасність
Під час війни за незалежність Туреччини на початку XX століття кемалісти заборонили алкоголь на підконтрольній території. Хоча заборона й не була надто суворою й була скасована з закінченням війни, але, вцілівши під владою султанів, традиційні мейхане стали зникати зі становленням Турецької республіки.
У 1960-і роки в мейхане з'явилися «пікапи» — радіоли, які переважно грали музику в стилі «арабеска».
Через подорожчання спиртного мейхане поступово з місць дружніх зустрічей перетворилися на місця для поціновувачів хорошої їжі. На межі XX—XXI століть вони набули популярності в «білих комірців», схильних щотижня відвідувати нове місце, щоб з'їсти щось незвичайне і зробити «селфі» на пам'ять.